# 산마르코데이카보티
산마르코데이카보티(이탈리아어: San Marco dei Cavoti)는 이탈리아 캄파니아주 베네벤토도의 코무네다. 포르토레 강 계곡 근처에 위치해있다.
산마르코는 크리스마스에 먹는 양과자인 투론의 생산지로 가장 유명하다. 산마르코에서 주요 가문들이 소유한 10개의 회사들이 투론을 생산한다.